# Макс Мецгер
 Тази статия е за германския художник.  За германския католически свещеник вижте Макс Мецгер (свещеник).  
Макс Мецгер (на немски: Max Metzger) е немски художник и сценограф, модернист, живял в България, сътрудник на Гео Милев. Съпруг на Райна Костенцева.

## Биография
Роден е на 31 юли 1898 година в Кулмбах, Бавария, в учителско семейство.
Посещава театрален семинар в Мюнхен, където живее семейството му. Запознава се с Райна Костенцева, която живее в града с детето си и следва германистика. Когато след потушаването на Баварската революция тя е арестувана, а след това получава заповед да напусне страната, той ѝ предлага да се оженят, за да получи тя легализация, като същевременно той иска да напусне страната. Двамата идват в България.
В София се сприятелява с Гео Милев, Ламар и другите от техния кръг. Сътрудничи с рисунки и статии на списанията „Пламък“ и „Новис“. Изявява се като художник модернист и сценограф. Има изложби. Прави маска на Ленин (според Костенцева забележителна) – линолеумшнит – за списание „Пламък“, праща карикатури за първомайски нелегални броеве на комунистическата преса, предавайки ги чрез Гео Милев. С инцидентните дребни поръчки обаче не успява да заработва. Записва се в Мюнхенската художествена академия и често пътува дотам за заверка на семестрите.
Райна Костенцева се разделя с него през 1932 година, тъй като преценява, че след смъртта на баща ѝ през 1929 г. и полученото наследство той се е разхайтил и изменил на позициите си. След това той се завръща в Мюнхен. Служи като завеждащ културата при националсоциалистите. След края на Втората световна война лежи две години в лагер. След това става социалдемократ. Преподава рисуване и сътрудничи на доброволческа организация за подкрепа на бедни работници.
Умира през 1979 година в родното си място Кулмбах, Бавария.